# Гревиллея крупная

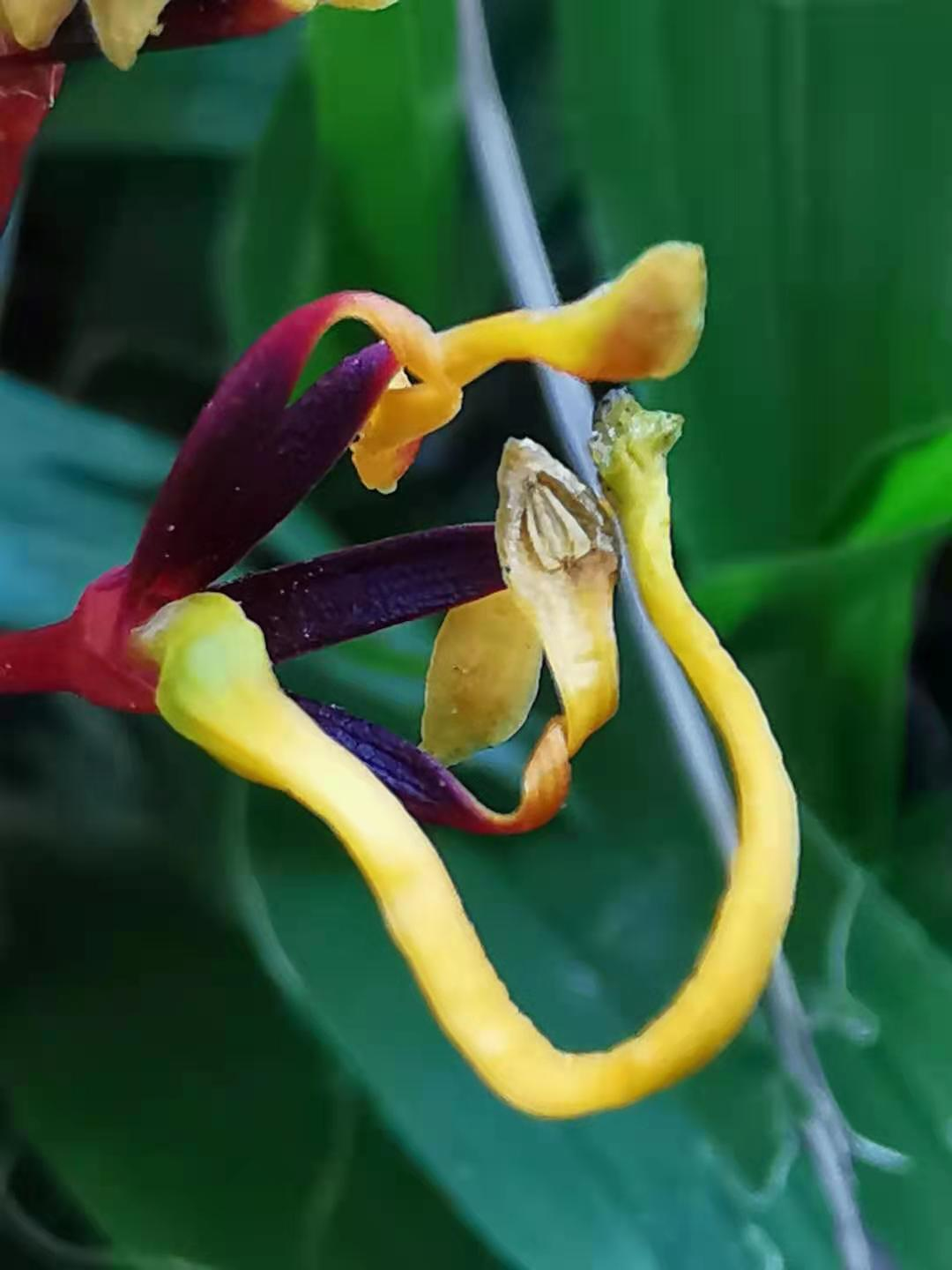

Гревиллея крупная (лат. Grevillea robusta) — вид цветковых растений рода Гревиллея (Grevillea) семейства Протейные (Proteaceae).
Представители вида произрастают в Австралии — штаты Новый Южный Уэльс и Квинсленд.

## Ботаническое описание

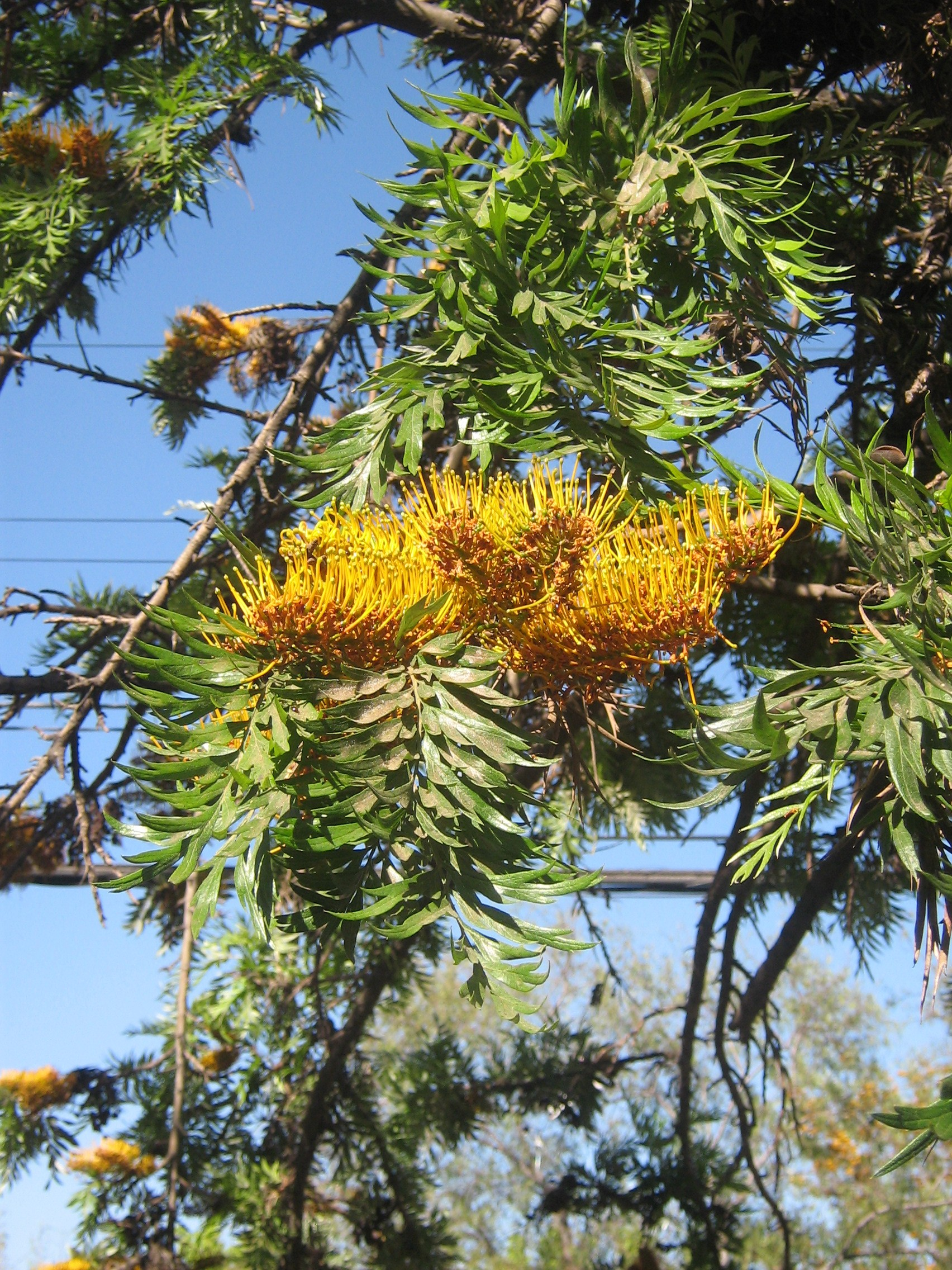
соцветие

Дерево высотой до 14 м.
Листья длиной 15—20 см, с 25—35 ланцетными сегментами, с загнутыми краями, сверху голыми, снизу пушистыми.
Цветки в боковых односторонних кистях, длиной до 12 см, душистые.

## Таксономия
Вид Гревиллея крупная входит в род Гревиллея (Grevillea) семейства Протейные (Proteaceae) порядка Протеецветные (Proteales).
Первые описания в 1809 использовали имя «Grevillia». Имя рода взято в честь Charles Francis Greville (1749—1809), члена Королевского Общества и Linnean Society of London.
|  |                                      |  |                                                             |                                                             |                     |  | ещё 2 семейства (согласно Системе APG II) | ещё 2 семейства (согласно Системе APG II) |                       |  |  |  | ещё около 360 видов |
|  |                                      |  |                                                             |                                                             |                     |  | ещё 2 семейства (согласно Системе APG II) | ещё 2 семейства (согласно Системе APG II) |                       |  |  |  | ещё около 360 видов |
|  |                                      |  |                                                             | порядок Протеецветные                                       |                     |  |                                           |                                           | род Гревиллея         |  |  |  |                     |
|  |                                      |  |                                                             | порядок Протеецветные                                       |                     |  |                                           |                                           | род Гревиллея         |  |  |  |                     |
|  | отдел Цветковые, или Покрытосеменные |  |                                                             |                                                             | семейство Протейные |  |                                           |                                           | вид Гревиллея крупная |  |  |  |                     |
|  | отдел Цветковые, или Покрытосеменные |  |                                                             |                                                             | семейство Протейные |  |                                           |                                           |                       |  |  |  |                     |
|  |                                      |  | ещё 44 порядка цветковых растений (согласно Системе APG II) | ещё 44 порядка цветковых растений (согласно Системе APG II) |                     |  |                                           | ещё около 80 родов                        | ещё около 80 родов    |  |  |  |                     |
|  |                                      |  |                                                             | ещё 44 порядка цветковых растений (согласно Системе APG II) |                     |  |                                           |                                           | ещё около 80 родов    |  |  |  |                     |